# بنة رز (مقاطعة فسا)
بنة رز (بالفارسية: بنه رز) هي قرية تقع في قسم كوشك قاضي الريفي في إيران. يقدر عدد سكانها بـ 13 نسمة .